# 杜姆島
杜姆島是印尼西南巴布亞省的一個小島，行政上屬於梭隆市。當地馬拉姆伊部落（Malamooi）語言中「杜姆」（Doom或Dum）意為長滿果樹（主要為麵包樹）的島嶼。

## 地理
杜姆島距索龍本土3公里，海岸線全長4.5公里，自索龍港乘船約10分鐘即可抵達。島上分為西杜姆（Kelurahan Doom Barat）與東杜姆（Kelurahan Doom Timur）兩村落（村落轄區除杜姆島本島外，還包括一些周邊的小島）。2016年杜姆島的人口總數為9143人；2018年總人口上升至11,666人。
杜姆島上有一座逆滲透海水淡化廠，每小時可產出9000公升淡水。島上有三所初中與一所高中，其中高中為荷蘭殖民時期的監獄改建而成；島上還有一座足球場。

## 歷史
杜姆島原為蒂多雷蘇丹國領地。1863年德國博物學家與探險家海因里希·阿格森·伯恩斯坦的紀錄中有提到此島。後來杜姆島成為荷屬東印度的一部份，荷蘭殖民當局在島上建立行政單位，並任命一名米纳哈萨人為首領，島上逐漸建了許多政府大樓、監獄與一座「休閒大樓」，並有一座柴油發電機供電。1935年至1950年（一說1952年）間杜姆島為索龍次分區（荷蘭語：Onderafdeling Sorong）的行政中心。今日杜姆島房屋的建築風格仍與巴布亞本土（包括索龍）有明顯差別，巴布亞的房屋大多為蓋在支柱上的木屋，杜姆島上則有許多典型的荷蘭式建築。
太平洋戰爭期間杜姆島被日軍佔領，日軍在島上建築大量防禦工事，並構築隧道網與防空洞，戰爭期間杜姆島持續受到美軍與澳軍空襲。
戰後杜姆島上一度建了一座漁業站，但很快就被移到巴布亞本土的曼諾瓦里。西巴布亞移交印尼後，索龍市區日益發展，但杜姆島的發展仍領先索龍一段時間，因燈光較亮，1970年代至80年代被稱作「星島」。